# Highwood, Essex
Highwood är en by och en civil parish i Chelmsford i Essex i England. Orten har 654 invånare (2011).